# Coyacris collis
Coyacris collis är en insektsart som beskrevs av Ronderos 1991. Coyacris collis ingår i släktet Coyacris och familjen gräshoppor. Inga underarter finns listade i Catalogue of Life.